# ヴェリコ・シミッチ
ヴェリコ・シミッチ（セルビア語: Вељко Симић, Veljko Simić、1995年2月17日 - ）は、セルビアのサッカー選手。ポジションはMF。

## クラブ歴
レッドスター・ベオグラードの下部組織から2013年にFCバーゼルに移籍。しかし労働許可を受けていなかったため、NKドムジャレに期限付き移籍。ドムジャレでプロデビューし、試合開始から70分出場したデビュー戦となった。2016年1月7日にFCシャフハウゼンに半年の期限付き移籍。2016-17シーズンはFCキアッソに期限付き移籍。2017年9月1日に双方の合意の下でバーゼルと契約解除した。その後はFCヴィンタートゥールに在籍した。
2018年にセルビアに戻りFKゼムンに加入。同年夏にレッドスター・ベオグラードに移籍した。
2021年1月13日、FKヴォイヴォディナ・ノヴィ・サドに2年半の契約で移籍した。

## 代表歴
2023年1月25日、アメリカ代表との親善試合でA代表初出場。この試合で代表初得点も挙げた。